# Francis Durbridge
Francis Henry Durbridge (Anhörenⓘ) (* 25. November 1912 in Hull, Yorkshire; † 10. April 1998 in London) war ein britischer Schriftsteller, Theater-, Hörspiel- und Drehbuchautor für Fernsehkrimis. Das Sterbedatum des Autors wird häufig irrtümlich als 11. April 1998 angegeben, jedoch steht auf der von den Söhnen Durbridges betriebenen offiziellen Webseite der 10. April und auch in neuen Publikationen wird dieses Datum angeführt.

## Biografie

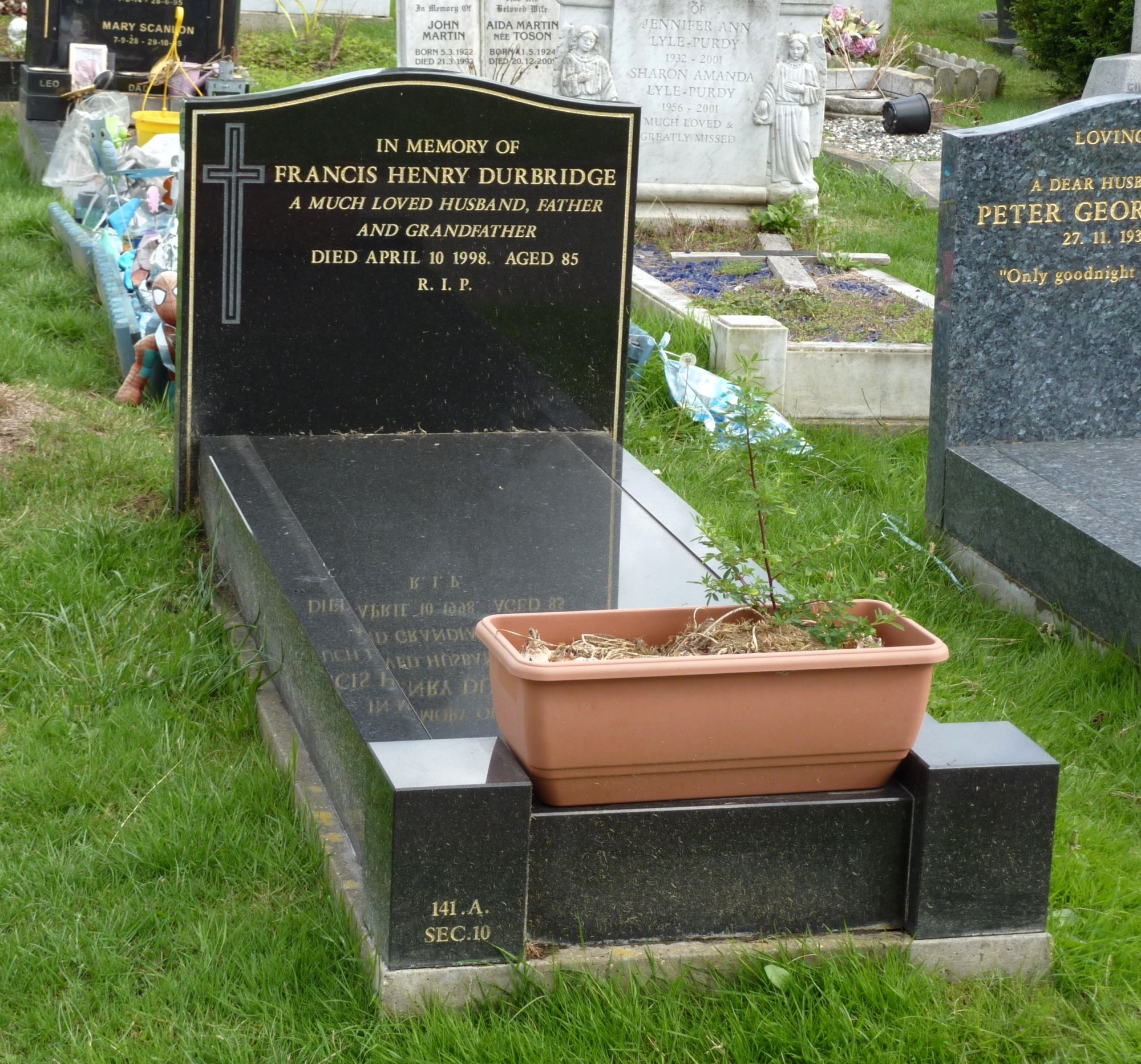
Grabstätte von Francis Durbridge (2015)

Der Sohn eines Woolworth-Managers studierte an der Universität Birmingham Altenglisch und Volkswirtschaft und arbeitete danach kurzfristig als Börsenmakler, wandte sich aber bald ganz dem Schreiben zu. Bereits 1933 erschien sein erstes längeres Hörspiel Promotion. 1940 heiratete er Norah Elizabeth Lawley, mit der er zwei Söhne bekam.
Durbridge war 30 Jahre bei der BBC als Hörspielautor tätig und publizierte 35 Romane, wobei er meist die Stoffe der bereits von Radiosendern ausgestrahlten Hörspiele verwertete und zum Teil auch mit anderen Autoren zusammenarbeitete.
Seinen Durchbruch hatte er mit seinem fiktiven Kriminalschriftsteller und Hobbydetektiv Paul Temple. Hieraus entstand zwischen 1938 und 1968 eine umfangreiche Hörspielreihe, die vor allem durch die Hörspielsprecher Peter Coke als Temple und Marjorie Westbury als dessen Frau, die Journalistin Louise, die aber vornehmlich unter ihrem Nom de plume Steve Trent auftritt, geprägt worden ist. In der deutschen Version sprachen zwischen 1949 und 1966 René Deltgen und 1968 Paul Klinger die Titelfigur. Die Rolle der Ehefrau Steve wurde vorwiegend von Annemarie Cordes gesprochen.
Zwischen 1946 und 1952 entstanden auch vier Spielfilme, die auf den zuvor entstandenen Hörspielen basierten. Ende der 1960er Jahre lizenzierte Durbridge die literarische Figur an die BBC, die ab 1969 aus den Geschichten eine 52-teilige Fernsehserie machte, wovon 39 Folgen, in der ersten internationalen Co-Produktion der Fernsehgeschichte, zusammen mit dem ZDF gedreht wurden. Die Hauptrolle in der Serie spielte der englische Schauspieler Francis Matthews. Die Rolle der Steve (in der deutschen Synchronisation häufig: Stiefelchen) spielte Ros Drinkwater. Die Titelmusik stammte von Ron Grainer.
Weitere Romane und Filme entstanden auch um die Charaktere Tim Frazer und Harry Brent. Viele seiner Romane sind in Europa jeweils mit national bekannten Schauspielern für das Fernsehen verfilmt worden und waren dabei erfolgreicher als seine Romane.
In Deutschland wurde Durbridge vor allem bekannt mit den als Straßenfeger bezeichneten mehrteiligen Fernsehkrimis Der Andere (1959), Es ist soweit (1960), Das Halstuch (1962), Tim Frazer (1963), Tim Frazer: Der Fall Salinger (1964), Die Schlüssel (1965), Melissa (1966), Ein Mann namens Harry Brent (1968), Wie ein Blitz (1970), Das Messer (1971) und Die Kette (1977), die Einschaltquoten von fast 90 % erzielten. Solche Werte waren jedoch vor allem darin begründet, dass dem Fernsehzuschauer nur ein ARD-Programm und später noch das ZDF zur Verfügung standen. Zu sehr vielen Durbridge-Verfilmungen und Hörspielen schrieben die deutschen Komponisten Peter Thomas und Hans Jönsson eine kongeniale Musik.
Große Aufregung gab es in der deutschen Öffentlichkeit, als der Kabarettist Wolfgang Neuss in einer Werbeanzeige für einen eigenen Film (Genosse Münchhausen) verriet, wer der Mörder in der Fernsehverfilmung des Romans Das Halstuch war. Er gab später zu, den Mörder allerdings auch nur erraten zu haben.
Durbridges siebtes und letztes Bühnenstück, Tief in der Nacht, wurde 1991 in London uraufgeführt. Es wurde als bislang letztes auch als Hörspiel umgesetzt vom Mitteldeutschen Rundfunk (MDR) im Jahr 2000. Filmkomponist Martin Böttcher schrieb im Stil der Edgar-Wallace-Filme hierzu seine einzige Hörspielmusik.
1978 wurde vom Fernsehen der DDR das Theaterstück The Gentle Hook als Der elegante Dreh und 1988 vom ZDF das Bühnenwerk Tagebuch für einen Mörder verfilmt.

## Hörspiele (Manuskripte für Radiokrimis)
Francis Durbridge verfasste insgesamt fast 40 Radiokrimis, nebenbei auch Sketche und unterhaltsame Hörspiele. Folgende Liste gibt eine Übersicht darüber:
| #  | Jahr | Englischer Originaltitel             | Deutscher Hörspieltitel                                       | Bemerkungen |
| -- | ---- | ------------------------------------ | ------------------------------------------------------------- | --- |
| 1  | 1934 | Murder in the Midlands               | –                                                             | Überarbeitet als Over My Dead Body (1945) |
| 2  | 1937 | Murder in the Embassy                | –                                                             | Remake als Murder at the Embassy (1946), Originalmanuskript in deutscher Übersetzung als Mord in der Botschaft im Sammelband Dreimal Tod im Radio erschienen (Williams & Whiting, 2024)                      |
| 3  | 1938 | Send for Paul Temple                 | –                                                             | Achtteilige Originalfassung; einstündige Version 1941; auf dem Originalmanuskript basierender Kriminalroman als Paul Temple und der Fall Max Lorraine erschienen (Williams & Whiting, 2021)                  |
| 4  | 1938 | Paul Temple and the Front Page Men   | –                                                             | auf dem Originalmanuskript basierender Kriminalroman als Paul Temple und die Schlagzeilenmänner erschienen (Williams & Whiting, 2025)                                                                        |
| 5  | 1939 | News of Paul Temple                  | –                                                             | Sechsteilige Originalfassung; einstündige Version 1944; Originalmanuskript in deutscher Übersetzung als Paul Temple und der Fall Z.4 erschienen (Williams & Whiting, 2023)                                   |
| 6  | 1940 | A Case for Sexton Blake              | –                                                             | Originalmanuskript in deutscher Übersetzung als Ein Fall für Sexton Blake erschienen (Williams & Whiting, 2024)                                                                                              |
| 7  | 1940 | And Anthony Sherwood Laughed         | –                                                             | Sechs abgeschlossene Episoden, nur die erste war in Deutschland als Bahn frei für Anthony Sherwood zu hören                                                                                                  |
| 8  | 1941 | The Man from Washington              | –                                                             | Sechs abgeschlossene Episoden mit durchgehendem Handlungsstrang |
| 9  | 1941 | Death Comes to the Hibiscus          | –                                                             | Unter dem Pseudonym Nicholas Vane (mit Val Gielgud); auch als Theaterstück, dieser Text ist als Der Tod kam ins Hibiscus 2024 bei Williams & Whiting erschienen                                              |
| 10 | 1942 | Mr Hartington Died Tomorrow          | –                                                             | Unter dem Pseudonym Lewis Middleton Harvey; einstündige Version 1942; Originalmanuskript in deutscher Übersetzung als Mr. Hartington starb morgen erschienen (Williams & Whiting, 2025)                      |
| 11 | 1942 | Paul Temple Intervenes               | –                                                             | auf dem Originalmanuskript basierender Roman als Paul Temple und die Marquis-Morde erschienen (Williams & Whiting, 2023)                                                                                     |
| 12 | 1943 | Introducing Gail Carlton             | –                                                             | Unter dem Pseudonym Nicholas Vane |
| 13 | 1944 | Michael Starr Investigates           | –                                                             | 26 Kurzkrimis zum Mitraten; Originalmanuskript in deutscher Übersetzung als Michael Starr ermittelt erschienen (Williams & Whiting, 2025)                                                                    |
| 14 | 1944 | The Memoirs of André d’Arnell        | –                                                             | 9 Kurzkrimis zum Mitraten; Originalmanuskript in deutscher Übersetzung als Die Memoiren von André d'Arnell erschienen (Williams & Whiting, 2025)                                                             |
| 15 | 1945 | Over My Dead Body                    | Nur über meine Leiche                                         | Überarbeitung von Murder in the Midlands (1934) |
| 16 | 1945 | Mr Lucas                             | –                                                             | Originalmanuskript in deutscher Übersetzung als Mr. Lucas im Sammelband Dreimal Tod im Radio erschienen (Williams & Whiting, 2024)                                                                           |
| 17 | 1945 | Passport to Danger!                  | –                                                             | Sechsteilige Serie; Originalmanuskript in deutscher Übersetzung als Ein Reisepass in die Gefahr erschienen (Williams & Whiting, 2024)                                                                        |
| 18 | 1945 | Send for Paul Temple Again           | –                                                             | Überarbeitung: Paul Temple and the Alex Affair (1968) |
| 19 | 1946 | A Case for Paul Temple               | Ein Fall für Paul Temple/ Paul Temple und der Fall Valentine  | Originalmanuskript in deutscher Übersetzung als Paul Temple und der Fall Valentine erschienen (Williams & Whiting, 2022)                                                                                     |
| 20 | 1946 | The Caspary Affair                   | –                                                             | Originalmanuskript in deutscher Übersetzung als Die Caspary-Affäre im Sammelband Dreimal Tod im Radio erschienen (Williams & Whiting, 2024)                                                                  |
| 21 | 1946 | Paul Temple and the Gregory Affair   | Paul Temple und die Affaire Gregory                           | Auch als Paul Temple und der Fall Gregory |
| 22 | 1947 | Paul Temple and Steve                | –                                                             | Originalmanuskript in deutscher Übersetzung als Paul Temple und der Fall Dr. Belasco erschienen (Williams & Whiting, 2022)                                                                                   |
| 23 | 1947 | Mr and Mrs Paul Temple               | Paul Temple und der Fall McRoy                                | Originalmanuskript in deutscher Übersetzung als Paul Temple und der Fall McRoy erschienen (Williams & Whiting, 2022) (Sammelband: Zwei Fälle für Paul Temple)                                                |
| 24 | 1947 | Paul Temple and the Sullivan Mystery | –                                                             | Originalmanuskript in deutscher Übersetzung als Paul Temple und der Fall Sullivan erschienen (Williams & Whiting, 2023)                                                                                      |
| 25 | 1948 | Paul Temple and the Curzon Case      | Paul Temple und der Fall Curzon                               | auf dem Originalmanuskript basierender Roman als Paul Temple und der Curzon-Fall erschienen (Williams & Whiting, 2025)                                                                                       |
| 26 | 1949 | Johnny Washington Esquire            | –                                                             | Acht abgeschlossene Episoden |
| 27 | 1949 | Paul Temple and the Madison Mystery  | Paul Temple und der Fall Madison                              | – |
| 28 | 1950 | Paul Temple and the Vandyke Affair   | Paul Temple und der Fall Vandyke                              | – |
| 29 | 1951 | Paul Temple and the Jonathan Mystery | Paul Temple und der Fall Jonathan                             | – |
| 30 | 1953 | Paul Temple and Steve Again          | Paul Temple und der Fall Westfield                            | Originalmanuskript in deutscher Übersetzung als Paul Temple und der Fall Westfield erschienen (Williams & Whiting, 2022) (Sammelband: Zwei Fälle für Paul Temple)                                            |
| 31 | 1954 | Paul Temple and the Gilbert Case     | Paul Temple und der Fall Gilbert                              | – |
| 32 | 1956 | Paul Temple and the Lawrence Affair  | Paul Temple und der Fall Lawrence                             | – |
| 33 | 1957 | Paul Temple and the Spencer Affair   | Paul Temple und der Fall Spencer                              | – |
| 34 | 1959 | Paul Temple und der Fall Conrad      | Paul Temple und der Fall Conrad                               | In zwei deutschen Fassungen (1959/60, 1961) |
| 35 | 1961 | Paul Temple and the Margo Mystery    | Paul Temple und der Fall Margo                                | – |
| 36 | 1962 | What Do You Think?                   | Zu viele Geständnisse / Kaum zu glauben / Der Fall Greenfield | Verschiedene deutsche Fassungen |
| 37 | 1964 | Paul Temple and the Geneva Mystery   | Paul Temple und der Fall Genf                                 | Auch als Paul Temple und der Fall in Genf (vierteilige Fassung vom SR); auf dem Originalmanuskript basierender Roman unter dem Titel Paul Temple und das Genfer Rätsel erschienen (Williams & Whiting, 2025) |
| 38 | 1967 | La Boutique                          | La Boutique                                                   | BRD und Schweizer Version |
| 39 | 1968 | Paul Temple and the Alex Affair      | Paul Temple und der Fall Alex                                 | Überarbeitung von Send for Paul Temple Again (1945) |

## Fernsehspiele (Drehbücher für Krimis)
Das Erscheinungsjahr in folgender Liste bezieht sich auf die Erstausstrahlungen in der BBC.
Kurzgeschichten (chronologisch)
| #  | Jahr    | Originaltitel der BBC-Verfilmung | Titel der deutschen Verfilmung        | Bemerkungen |
| -- | ------- | -------------------------------- | ------------------------------------- | --- |
| 1  | 1952    | The Broken Horseshoe             | -                                     | Kinoverfilmung 1953 als The Broken Horseshoe (keine dt. Synchronfassung), das Originaldrehbuch auf Deutsch unter dem Titel Das zerbrochene Hufeisen erschienen (Williams & Whiting, 2023) |
| 2  | 1952    | Operation Diplomat               | -                                     | Kinoverfilmung 1953 als Operation Diplomat (keine dt. Synchronfassung), das Originaldrehbuch auf Deutsch unter dem Titel Operation Diplomat erschienen (Williams & Whiting, 2023) |
| 3  | 1953/54 | The Teckman Biography            | -                                     | Kinoverfilmung 1954 als Der Fall Teckmann (The Teckman Mystery), das Originaldrehbuch auf Deutsch unter dem Titel Die Teckman-Biographie erschienen (Williams & Whiting, 2023) |
| 4  | 1955    | Portrait of Alison               | -                                     | Kinoverfilmung 1956 als Portrait of Alison (keine dt. Synchronfassung), der auf dem Originaldrehbuch zum Fernsehmehrteiler basierende Roman ist unter dem Titel Porträt von Alison erschienen (Williams & Whiting, 2024) |
| 5  | 1956    | My Friend Charles                | -                                     | Kinoverfilmung 1957 als Interpol ruft Berlin (The Teckman Mystery), der auf dem Originaldrehbuch zum Fernsehmehrteiler basierende Roman ist unter dem Titel Mein Freund Charles erschienen (Williams & Whiting, 2024) |
| 6  | 1956    | The Other Man                    | Der Andere (1959)                     | |
| 7  | 1957    | A Time of Day                    | Es ist soweit (1960)                  | |
| 8  | 1959    | The Scarf                        | Das Halstuch (1962)                   | Der auf dem Originaldrehbuch zum Fernsehmehrteiler basierende Roman ist unter dem Titel Das Halstuch erschienen (Williams & Whiting, 2024) + 150 Seiten Produktionsgeschichte des Mehrteilers |
| 9  | 1960/61 | The World of Tim Frazer (I)      | Tim Frazer (1963)                     | Der auf dem Originaldrehbuch zum Fernsehmehrteiler basierende Roman ist unter dem Titel Tim Frazer I: Der Fall Denston erschienen (Williams & Whiting, 2025) + Produktionsgeschichte des Mehrteilers |
| 10 | 1961    | The World of Tim Frazer (II)     | Tim Frazer - Der Fall Salinger (1964) | Der auf dem Originaldrehbuch zum Fernsehmehrteiler basierende Roman ist unter dem Titel Tim Frazer II: Die Salinger Affäre erschienen (Williams & Whiting, 2025) + Produktionsgeschichte des Mehrteilers |
| 11 | 1961    | The World of Tim Frazer (III)    | Das Messer (1971)                     | andere Figurennamen, ohne Tim Frazer, anderer Täter und andere Auflösung als im Original.Das englische Originaldrehbuch ist auf Deutsch unter dem Titel Tim Frazer und das Rätsel von Melynfforest erschienen (Williams & Whiting, 2024), das Originaldrehbuch zu Das Messer ist ebenfalls bei Williams & Whiting (2023) samt Produktionsgeschichte erschienen, der auf dem Originaldrehbuch basierende Roman ist unter dem Titel Tim Frazer III: Das Melynfforrest-Rätsel (2025) erschienen. |
| 12 | 1963    | The Desperate People             | Die Schlüssel (1965)                  | Der auf dem Originaldrehbuch zum Fernsehmehrteiler basierende Roman erscheint 2026 unter dem Titel Die Skrupellosen |
| 13 | 1964    | Melissa                          | Melissa (1966)                        | Der auf dem Originaldrehbuch zum Fernsehmehrteiler basierende Roman erscheint 2026 unter dem Titel Melissa. |
| 14 | 1965    | A Man Called Harry Brent         | Ein Mann namens Harry Brent (1968)    | Der auf dem Originaldrehbuch zum Fernsehmehrteiler basierende Roman ist unter dem Titel Ein Mann namens Harry Brent erschienen (Williams & Whiting, 2024) + Produktionsgeschichte des Mehrteilers |
| 15 | 1966    | A Game of Murder                 | Die Kette (1977)                      | Der auf dem Originaldrehbuch zum Fernsehmehrteiler basierende Roman ist unter dem Titel Die Kette ODER Ein mörderisches Spiel erschienen (Williams & Whiting, 2025) + Produktionsgeschichte des Mehrteilers |
| 16 | 1966    | Bat Out of Hell                  | Wie ein Blitz (1970)                  | Der auf dem Originaldrehbuch zum Fernsehmehrteiler basierende Roman ist unter dem Titel Wie ein Blitz erschienen (Williams & Whiting, 2024) + Produktionsgeschichte des Mehrteilers |
| 17 | 1971    | The Passenger                    | -                                     | dt. Synchronfassung: Die Spur mit dem Lippenstift;Der auf dem Originaldrehbuch zum Fernsehmehrteiler basierende Roman ist unter dem Titel Die Anhalterin erschienen (Williams & Whiting, 2023) + Produktionsgeschichte des Mehrteilers |
| 18 | 1975    | The Doll                         | -                                     | dt. Synchronfassung: The Doll |
| 19 | 1980    | Breakaway - The Family Affair    | -                                     | dt. Synchronfassung: Wer ist Mr. Hogarth? |
| 20 | 1980    | Breakaway - The Local Affair     | -                                     | dt. Synchronfassung: Die Handschuhe |

## Theaterstücke
Durbridge hat insgesamt zwölf Theaterstücke geschrieben, von denen einige erst posthum erschienen
| #  | Jahr         | Originaltitel               | Deutsche(r) Titel                                                    | Bemerkungen |
| -- | ------------ | --------------------------- | -------------------------------------------------------------------- | --- |
| 1  | 1943         | Send for Paul Temple        | Paul Temple muss her!                                                | Theatertext erschienen als Paul Temple muss her! bei Williams & Whiting (2022). |
| 2  | 1944         | Death Comes to the Hibiscus | Der Tod kam ins Hibiscus                                             | Theatertext erschienen als Der Tod kam ins Hibiscus bei Williams & Whiting (2024). |
| 3  | 1948         | We Were Strangers           | -                                                                    | |
| 4  | 1965/1976    | Murder With Love            | Wettlauf mit der Uhr (1. Version) Ein lückenloses Alibi (2. Version) | Das Stück hatte in den 1960ern in der BRD seine Premiere und kam erst in der 2., überarbeiteten Version in den 1970ern auf britische Bühnen. Verfilmt in der BRD als Kein Alibi für einen Mörder (1986).      |
| 5  | 1971         | Suddenly at Home            | Plötzlich und unerwartet                                             | Verfilmt in der BRD als Plötzlich und unerwartet (1983). |
| 6  | 1974         | The Gentle Hook             | Dies Bildnis ist zum Morden schön (BRD) Der elegante Dreh (DDR)      | Verfilmt in der DDR als Der elegante Dreh (1979) BRD als Dies Bildnis ist zum Morden schön (1987). |
| 7  | 1976         | House Guest                 | Der Gast                                                             | Verfilmt in der BRD als Der Besuch (1984). |
| 8  | 1983         | Nightcap (Deadly Nightcap)  | Mord am Pool                                                         | Durbridge überarbeitete das Stück, ehe es in GB auf die Bühne kam. Das deutsche Stück basiert auf der ersten Version Nightcap. Verfilmt in der BRD als Mord am Pool (1986), basierend auf der ersten Version. |
| 9  | 1987         | A Touch of Murder           | In der Nähe des Todes                                                | Verfilmt in der BRD als Tagebuch für einen Mörder(1988). |
| 10 | 1991         | The Small Hours             | Tief in der Nacht                                                    | Vertont als Hörspiel unter dem Titel Tief in der Nacht (2000). |
| 11 | 1993         | Sweet Revenge               | Zaradin 4 (1. Version) Stich ins Herz (2. Version)                   | Das Theaterstück basiert auf einem unverfilmten Fernsehspiel namens Julian, dessen Text bei Williams & Whiting (2024) unter diesem Titel erschienen ist.                                                      |
| 12 | posthum 2002 | Fatal Encounter             | Begegnung mit Folgen                                                 | |

## Romane
Das Erscheinungsjahr in folgender Liste bezieht sich auf die Erstausgaben in England.
| #   | Jahr | Originaltitel                        | Deutsche(r) Titel                                                                                              | Bemerkungen |
| --- | ---- | ------------------------------------ | --- | --- |
| 1   | 1938 | Send for Paul Temple                 | Paul Temple und der Fall Max Lorraine                                                                          | |
| 2   | 1939 | Paul Temple and the Front Page Men   | Paul Temple und die Schlagzeilenmänner                                                                         | 2025 in einer ungekürzten und neu übersetzten Fassung erschienen, in der alten deutschen Übersetzung auch zeitweise unter dem Titel Paul Temple und der Klavierstimmer veröffentlicht. |
| 3   | 1940 | News of Paul Temple                  | Paul Temple und der Fall Z                                                                                     | |
| 4   | 1944 | Paul Temple Intervenes               | Paul Temple und die Marquis-Morde                                                                              | |
| 5   | 1948 | Send for Paul Temple Again           | Paul Temple jagt „Rex“                                                                                         | |
| 6   | 1950 | Back Room Girl                       | Die Frau im Hintergrund                                                                                        | Erster Roman ohne Paul Temple und einziger Nicht-Whodunit |
| 7   | 1951 | Beware of Johnny Washington          | Vorsicht vor Johnny Washington!                                                                                | Überarbeitetes Remake von Paul Temple und der Fall Max Lorraine mit anderen Figurennamen und Orten |
| 8   | 1951 | Design for Murder                    | Mr. Rossiter empfiehlt sich                                                                                    | basiert auf dem Paul-Temple-Fall Paul Temple and the Gregory Affair, kommt jedoch ohne die Temples aus |
| 8a  | 1961 | Kind Regards from Mr Brix            | Schöne Grüße von Mr. Brix                                                                                      | speziell für den deutschen Sprachraum 1961 überarbeitete Fassung mit neuen Figurennamen |
| 9   | 1952 | The Nylon Murders                    | Kommt Zeit, kommt Mord / Die Nylonmorde                                                                        | 2025 erschien eine neu übersetzte ungekürzte Fassung unter dem Titel Die Nylonmorde |
| 10  | 1954 | The Yellow Windmill                  | Die gelbe Windmühle                                                                                            | speziell für den deutschen Sprachraum 1965/66 |
| 11  | 1955 | The Man Who Beat the Panel           | Der Mann, der das Quiz gewann                                                                                  | |
| 11a | 1962 | Straight to the Heart                | Mitten ins Herz                                                                                                | 1962 erschienene speziell für den deutschen Sprachraum überarbeitete Version von The Man Who Beat the Panel mit anderem Täter und anderer Auflösung |
| 12  | 1957 | The Tyler Mystery                    | Vier mussten sterben                                                                                           | Paul-Temple-Roman |
| 13  | 1958 | The Other Man                        | Der Andere | |
| 14  | 1959 | The Face of Carol West               | Das Gesicht der Carol West                                                                                     | |
| 14a | 1963 | They Knew too Much                   | Sie wussten zu viel                                                                                            | speziell für den deutschen Sprachraum überarbeitete Fassung von The Face of Carol West mit neuer Storyline und neuer Auflösung samt neuem Täter |
| 15  | 1959 | East of Algiers                      | Die Brille | Paul-Temple-Roman |
| 16  | 1959 | A Time of Day                        | Es ist soweit                                                                                                  | |
| 17  | 1960 | Deadline for Harry                   | Stichtag für Harry                                                                                             | |
| 18  | 1960 | Lady at the Villa                    | Die Dame in der Villa                                                                                          | 1972 Neuveröffentlichung als The Second Chance |
| 19  | 1960 | The Scarf                            | Das Halstuch                                                                                                   | 2024 erschien eine ungekürzte Neuübersetzung unter gleichem Titel mit 150 Seiten Hintergrundinfos |
| 20  | 1962 | Portrait of Alison                   | Das Kennwort (alte, gekürzte Übersetzung) Porträt von Alison (ungekürzte Neuübersetzung)                       | |
| 21  | 1962 | The World of Tim Frazer              | Tim Frazer (alte, gekürzte Übersetzung) Tim Frazer I: Der Fall Denston (ungekürzte Neuübersetzung)             | |
| 22  | 1963 | My Friend Charles                    | Charlie war mein Freund (alte, gekürzte Übersetzung) Mein Freund Charles (ungekürzte Neuübersetzung)           | |
| 23  | 1964 | Tim Frazer Again                     | Tim Frazer und der Fall Salinger                                                                               | |
| 24  | 1965 | Antoher Woman's Shoes                | Die Schuhe | Basiert auf einem Paul-Temple-Hörspiel, kommt aber ohne die Temples aus |
| 25  | 1966 | The Desperate People                 | Der Schlüssel                                                                                                  | |
| 26  | 1967 | Dead to the World                    | Der Siegelring                                                                                                 | basiert auf einem Paul-Temple-Hörspiel (Paul Temple and the Jonathan Mystery), kommt aber ohne die Temples aus und hat als Protagonisten die drei Titelfiguren aus The Desperate People |
| 27  | 1967 | My Wife Melissa                      | Melissa | |
| 28  | 1969 | The Pig-Tail Murder                  | Im Schatten von Soho                                                                                           | basiert auf dem unverfilmten Drehbuch Step in the Dark, dass auf Deutsch auch unter dem Titel Schritt ins Dunkel erschienen ist. Durbridge schrieb das Drehbuch für einen deutschen Produzenten, der jedoch nichts daraus verwendete und nur seinen Namen für den Film Piccadilly null Uhr zwölf nutzte. |
| 29  | 1970 | Paul Temple and the Harkdale Robbery | Paul Temple - Banküberfall in Harkdale                                                                         | |
| 30  | 1970 | Paul Temple and the Kelby Affair     | Paul Temple - Der Fall Kelby                                                                                   | |
| 31  | 1970 | A Man Called Harry Brent             | Ein Mann namens Harry Brent                                                                                    | ungekürzte Neuübersetzung 2024 unter dem gleichen Titel |
| 32  | 1971 | The Geneva Mystery                   | Zu jung zum Sterben (alte, gekürzte Übersetzung) Paul Temple und das Genfer Rätsel (ungekürzte Neuübersetzung) | |
| 33  | 1971 | The Curzon Case                      | Keiner kennt Curzon (alte, gekürzte Übersetzung) Paul Temple und der Curzon-Fall (ungekürzte Neuübersetzung)   | |
| 34  | 1972 | Bat Out of Hell                      | Wie ein Blitz                                                                                                  | ungekürzte Neuübersetzung unter dem gleichen Titel |
| 35  | 1975 | A Game of Murder                     | Die Kette | ungekürzte Neuübersetzung unter dem Titel Die Kette ODER Ein mörderisches Spiel |
| 36  | 1977 | The Passenger                        | Die Anhalterin                                                                                                 | |
| 37  | 1978 | Tim Frazer Gets the Message          | Tim Frazer weiß Bescheid                                                                                       | basiert auf dem dritten britischen Tim-Frazer-TV-Abenteuer, auf dem auch der TV-Krimi Das Messer beruht, allerdings ist in diesem Film Jim Ellis der Protagonist und der Täter ein anderer |
| 38  | 1981 | Breakaway                            | Wer ist Mr. Hogarth?                                                                                           | |
| 39  | 1982 | The Doll                             | Die Puppe | |
| 40  | 1986 | Paul Temple and the Margo Mystery    | Der Hehler / Paul Temple und der Fall Margo                                                                    | Erstveröffentlichung in der BRD als Der Hehler bei Goldmann, in derselben Übersetzung bei Aufbau unter Paul Temple und der Fall Margo veröffentlicht |
| 41  | 1988 | Paul Temple and the Madison Case     | Paul Temple und der Fall Madison                                                                               | |

Kurzgeschichten (chronologisch)
| #  | Jahr | Originaltitel                               | Deutsche(r) Titel                            | Bemerkungen |
| -- | ---- | ------------------------------------------- | -------------------------------------------- | ----------- |
| 1  | 1946 | Paul Temple's White Christmas               | Paul Temples weiße Weihnacht                 |             |
| 2  | 1946 | A Present for Paul                          | Ein Geschenk für Paul                        |             |
| 3  | 1947 | Paul Temple and the Elusive Mr. Wade        | Paul Temple und der flüchtige Mr. Wade       |             |
| 4  | 1947 | Paul Temple and the Elstree Affair          | Paul Temple und die Affäre Elstree           |             |
| 5  | 1947 | Paul Temple and ‘The Colonel’               | Paul Temple und ‘Der Oberst‘                 |             |
| 6  | 1947 | Paul Temple and the Granville Sisters       | Paul Temple und die Granville-Schwestern     |             |
| 7  | 1947 | Paul Temple and the Crawford Case           | Paul Temple und der Fall Crawford            |             |
| 8  | 1947 | Paul Temple Meets an Old Friend             | Paul Temple trifft einen alten Freund        |             |
| 9  | 1947 | Paul Temple and the Eccentric Millionairess | Paul Temple und die exzentrische Millionärin |             |
| 10 | 1947 | Paul Temple and the Girl in Grey            | Paul Temple und das Mädchen in Grau          |             |
| 11 | 1947 | Paul Temple and the Garage Mystery          | Paul Temple und das Geheimnis der Garage     |             |
| 12 | 1947 | Paul Temple and the Blonde Cashier          | Paul Temple und die blonde Kassiererin       |             |
| 13 | 1947 | Paul Temple and the Car Robberies           | Paul Temple und die Autodiebstähle           |             |
| 14 | 1947 | Paul Temple and the Dark Stranger           | Paul Temple und der dunkelhäutige Fremde     |             |
| 15 | 1950 | Light-Fingers                               | Paul Temple und der Langfinger               |             |
| 16 | 1951 | A Present from Paul Temple                  | Ein Geschenk von Paul Temple                 |             |
| 17 | 1952 | The Ventriloquist's Doll                    | Paul Temple und die Puppe des Bauchredners   |             |
| 18 | 1952 | Paul Temple and the Nightingale             | Paul Temple und die Nachtigall               |             |
| 19 | 1972 | Coffee Break                                | Tödliche Kaffeepause                         |             |

In Buchform wurden auch folgende Drehbücher, Hörspieltexte und Theaterstücke posthum veröffentlicht:
1. 2022: Schritt ins Dunkel (Step in the Dark...) - unverfilmtes Drehbuch für einen Spielfilm, Durbridge-Edition Nr. 2 der Buchserie von Williams & Whiting
2. 2022: Paul Temple muss her! (Send for Paul Temple) - Theaterstück, Durbridge-Edition Nr. 3 der Buchserie von Williams & Whiting
3. 2022: Paul Temple und der Fall Valentine (A Case for Paul Temple) - Originalhörspieltext für ein achtteiliges Hörspiel, Durbridge-Edition Nr. 8 der Buchserie von Williams & Whiting
4. 2022: Zwei Fälle für Paul Temple: McRoy & Westfield (Mr and Mrs Paul Temple, Paul Temple and Steve Again) - Originalhörspieltexte, Durbridge-Edition Nr. 9 der Buchserie von Williams & Whiting
5. 2023: Paul Temple und der Fall Dr. Belasco (Paul Temple and Steve) - Originalhörspieltext für ein achtteiliges Hörspiel, Durbridge-Edition Nr. 10 der Buchserie von Williams & Whiting
6. 2023: Zwanzig Minuten von Rom (Twenty Minutes from Rome) - unverfilmtes Drehbuch für einen 90-Minuten-Fernsehfilm, Durbridge-Edition Nr. 15 der Buchserie von Williams & Whiting
7. 2023: Das zerbrochene Hufeisen (The Broken Horseshoe) - Drehbuch für einen sechsteiligen Fernsehkrimi, Durbridge-Edition Nr. 16 der Buchserie von Williams & Whiting
8. 2023: Operation Diplomat (Operation Diplomat) - Drehbuch für einen sechsteiligen Fernsehkrimi, Durbridge-Edition Nr. 17 der Buchserie von Williams & Whiting
9. 2023: Die Teckman-Biographie (The Teckman Biography) - Drehbuch für einen sechsteiligen Fernsehkrimi, Durbridge-Edition Nr. 18 der Buchserie von Williams & Whiting
10. 2023: Paul Temple und der Fall Z.4 (News of Paul Temple) - Manuskript für ein sechsteiliges Hörspiel, Durbridge-Edition Nr. 19 der Buchserie von Williams & Whiting
11. 2023: Paul Temple und der Fall Sullivan (Paul Temple and the Sullivan Mystery) - Manuskript für ein achtteiliges Hörspiel, Durbridge-Edition Nr. 20 der Buchserie von Williams & Whiting
12. 2023: Das Messer - Originaldrehbuch für einen dreiteiligen Fernsehkrimi inklusive umfassender Hintergrundinformationen zu dem legendären Straßenfeger - Manuskript für ein achtteiliges Hörspiel, Durbridge-Edition Nr. 21 der Buchserie von Williams & Whiting
13. 2024: Tim Frazer und das Rätsel von Melynfforest - Drehbuch für einen sechsteiligen Fernsehkrimi + Alles zu Tim Frazer (TV, Kino, Romane) + Filmtreatment Tim Frazer und die Melvin-Affaire, Durbridge-Edition Nr. 22 der Buchserie von Williams & Whiting
14. 2024: Dreimal Tod im Radio: Mord in der Botschaft - Mr. Lucas - Die Caspary-Affäre - Originalhörspielmanuskripte, Durbridge-Edition Nr. 25 der Buchserie von Williams & Whiting
15. 2024: Ein Fall für Sexton Blake - Originalskript für ein sechsteiliges Hörspiel, Durbridge-Edition Nr. 26 der Buchserie von Williams & Whiting
16. 2024: Der Tod kommt ins Hibiscus, Kriminalstück, Durbridge-Edition Nr. 27 der Buchserie von Williams & Whiting
17. 2024: Paul Temple: Mord in Serie, Drehbücher für fünf Fernsehepisoden, Durbridge-Edition Nr. 28 der Buchserie von Williams & Whiting
18. 2024: Julian, Drehbuch für einen Fernsehkriminalfilm, Durbridge-Edition Nr. 30 der Buchserie von Williams & Whiting
19. 2024: Ein Reisepass voller Gefahr, Originalskript für ein sechsteiliges Hörspiel, Durbridge-Edition Nr. 33 der Buchserie von Williams & Whiting
20. 2025: Zakary, Originaldrehbuch für einen Kinothriller, Durbridge-Edition Nr. 35 der Buchserie von Williams & Whiting
21. 2025: Mr. Hartington starb morgen, Originalmanuskript für ein achtteiliges Hörspiel, Durbridge-Edition Nr. 37 der Buchserie von Williams / Whiting

Hörbücher
- Paul Temple und die Schlagzeilenmänner (Pidax Film- und Hörspielverlag)
- Paul Temple und der Fall Tyler (Pidax Film- und Hörspielverlag)
- Paul Temple und der Fall Foster (Pidax Film- und Hörspielverlag)
- Paul Temple und der Harkdale-Raub (Pidax Film- und Hörspielverlag)
- Paul Temple und der Fall Kelby (Pidax Film- und Hörspielverlag)
- Paul Temple - Die verschollenen Fälle (Pidax Film- und Hörspielverlag)[12]
- Paul Temple und der Fall Max Lorraine (Pidax Film- und Hörspielverlag)

Filmhörspiel
- Paul Temple - Der grüne Finger (Pidax Film- und Hörspielverlag: Deutsche Originaltonspur des Spielfilms von 1946 + Erzähler)[13]

## Medien
DVD
- Mittlerweile sind alle deutschen Verfilmungen von 1959 bis 1988 als Sammleredition von Studio Hamburg auf DVD erschienen. Hinzu kommt der TV-Film Der elegante Dreh, der in einer Einzelveröffentlichung bei Pidax film media im Jahr 2017 veröffentlicht worden ist.
- Die Puppe (Zweiteiler, erschienen im Oktober 2013 bei Pidax film media ltd.)
- Die Spur mit dem Lippenstift (The Passenger, Dreiteiler, erschienen im Mai 2016 bei Pidax film media Ltd.)
- Interpol ruft Berlin (Kinofilm, erschienen im Juli 2014 bei Pidax film media ltd.)
- Paul Temple: Jagd auf Z (Kinofilm, erschien am 11. September 2015 bei Pidax film media ltd.)
- Paul Temple und der Fall Marquis (Kinofilm, erschien am 2. Oktober 2015 bei Pidax film media ltd.)
- Paul Temple und der grüne Finger (Kinofilm, erschien im November 2015 bei Pidax film media ltd.)
- Paul Temple: Wer ist Rex? (Kinofilm, erschien im Dezember 2015 bei Pidax film media ltd.)
- Der Fall Teckman (Kinofilm, erschienen im Dezember 2014 bei Filmjuwelen)
- Tim Frazer jagt den geheimnisvollen Mister X (Kinofilm, erschienen bei Filmjuwelen)
- Wer ist Mr. Hogarth? (Breakaway: The Family Affair, Sechsteiler, erscheint im Dezember 2019 bei Pidax film)

Videos
- Das Halstuch. EuroVideo – EAN 4009750182536 (alle Teile zu einem Gesamtfilm zusammengeschnitten), VHS-Video, 206 Minuten

Hörspiele
- Tief in der Nacht. MDR 2000, Der Audio Verlag, ISBN 3-89813-152-1.
- Paul Temple und der Fall Curzon. Der Hörverlag, ISBN 3-89940-202-2.
- Paul Temple und der Fall Vandyke. Gesprochen von René Deltgen, Gustav Knuth, Der Audio Verlag (DAV), Berlin 2004, ISBN 3-89813-316-8 (Hörspiel, 4 CDs, 289 Min.)
- Paul Temple und der Fall Jonathan. Gesprochen von René Deltgen, Der Audio Verlag (DAV), Berlin 2005, ISBN 3-89813-327-3 (Hörspiel, 4 CDs, 258 Min.)
- Paul Temple und der Fall Madison. Gesprochen von René Deltgen, Der Audio Verlag (DAV), Berlin 2006, ISBN 3-89813-328-1 (Hörspiel, 4 CDs, 256 Min.)
- Paul Temple und der Fall Gilbert. Der Hörverlag, ISBN 3-89584-926-X.
- Paul Temple und der Fall Lawrence. Der Hörverlag, ISBN 3-89940-498-X.
- Paul Temple und der Fall Spencer. Der Audio Verlag, ISBN 978-3-89813-326-5.
- Paul Temple und der Fall Conrad. Gesprochen von René Deltgen, Der Audio Verlag (DAV), Berlin 2006, ISBN 3-89813-329-X (Hörspiel, 4 CDs, 310 Min.)
- Paul Temple und der Fall Margo. Der Audio Verlag, ISBN 978-3-89813-236-7.
- Paul Temple und der Fall Genf. Der Hörverlag, ISBN 3-89940-405-X.
- Paul Temple und der Fall Alex. Der Hörverlag, ISBN 3-89940-436-X.
- Der Fall Greenfield. Der Audio Verlag, ISBN 978-3-89813-591-7.
- Das Halstuch. Gesprochen von Heinz Drache, Der Audio Verlag (DAV), Berlin 2010, ISBN 978-3-89813-967-0 (Hörspiel, 3 CDs, 198 Min.)
- Melissa. Gesprochen von Siegfried Wischnewski, Günther Stoll, Der Audio Verlag (DAV), Berlin 2011, ISBN 978-3-86231-107-1 (Hörspiel, 3 CDs, 180 Min.)
- Paul Temple & Co. Der Fall Margo. Mit Bonus-CD: Nur über meine Leiche. Gesprochen von René Deltgen, Jürgen Goslar, Marianne Mosa, Der Audio Verlag (DAV), Berlin 2007, ISBN 978-3-89813-641-9 (Hörspiel, 5 CDs, 352 Min.)
- Paul Temple & Co. Der Fall Spencer. Mit Bonus-CD: La Boutique. Gesprochen von René Deltgen, Heinz Schimmelpfennig, Ursula Langrock, Der Audio Verlag (DAV), Berlin 2007, ISBN 978-3-89813-642-6 (Hörspiel, 6 CDs, 389 Min.)
- Die große Paul Temple Box. Gesprochen von René Deltgen, Jürgen Goslar, Marianne Mosa, Der Audio Verlag (DAV), Berlin 2007, ISBN 978-3-89813-836-9 (Hörspiel, 20 CDs, ca. 23 Std.)
- Die Non-Paul-Temples. Gesprochen von Friedrich Schoenfelder, Peter Fricke, Der Audio Verlag (DAV), Berlin 2008, ISBN 978-3-89813-817-8 (Hörspiel, 5 CDs, 275 Min.)
- Bastian Pastewka und Komplizen in Paul Temple und der Fall Gregory; Bearbeitung des gleichnamigen verschollenen Hörspiels von Bastian Pastewka und Leonhard Koppelmann (WDR/SWR), Der Hörverlag, ISBN 978-3-8445-1718-7.
- Paul Temple und der Fall in Genf (SR-Version) Pidax film media Ltd.
- La Boutique (SRG-Version mit René Deltgen) Pidax film media Ltd.
- Paul Temple und der Fall Conrad (BR-Version) Pidax film media Ltd.
- Paul Temple und der Fall Valentine (Independentproduktion) Pidax Film- und Hörspielverlag[14]
- Paul Temple und der Fall McRoy (Independentproduktion) Pidax Film- und Hörspielverlag
- Paul Temple und der Fall Westfield (Independentproduktion) Pidax Film- und Hörspielverlag

Weitere Medien auf der Paul-Temple-Seite.

## Weitere Hörspiele
- 1949: Paul Temple und die Affaire Gregory – Regie: Eduard Hermann und Fritz Schröder-Jahn (NWDR)
- 1951: Bahn frei für Anthony Sherwood – Regie: Nicht bekannt (Radio Saarbrücken)
- 1961: Der Fall Greenfield (aus der Reihe: Aus Studio 13) – Regie: Oskar Nitschke (SDR)
- 1961: Zuviel Geständnisse (aus der Reihe: Die Jagd nach dem Täter) – Regie: S. O. Wagner (NDR)
- 1962: Kaum zu glauben – Regie: Heinz-Günter Stamm (BR)
- 1964: Nur über meine Leiche! (aus der Reihe: Aus Studio 13) – Regie: Hans Quest (SDR)
- 2000: Tief in der Nacht – Regie: Christoph Dietrich (MDR)

## Videobiographie
- Ein Mann namens Francis Durbridge. Ein Interview in vier Teilen mit Nicholas Durbridge über seinen berühmten Vater Francis Durbridge. 4 × 25', enthalten auf den zwischen September und Dezember 2015 erschienenen DVDs Paul Temple – Jagd auf Z (Pidax film media, 1. Teil: Der nächste Edgar Wallace – Leben und Arbeitsmethoden des Francis Durbridge), Paul Temple und der Fall Marquis (Pidax film media, 2. Teil: Popularität und Perfektion), Paul Temple – Der grüne Finger (Pidax film media, 3. Teil: Paul Temple), Paul Temple – Wer ist Rex? (Pidax film media, 4. Teil: Erinnerungsstücke an eine lange Karriere)